# Elcito
Elcito è una frazione del comune di San Severino Marche, in provincia di Macerata.

## Descrizione

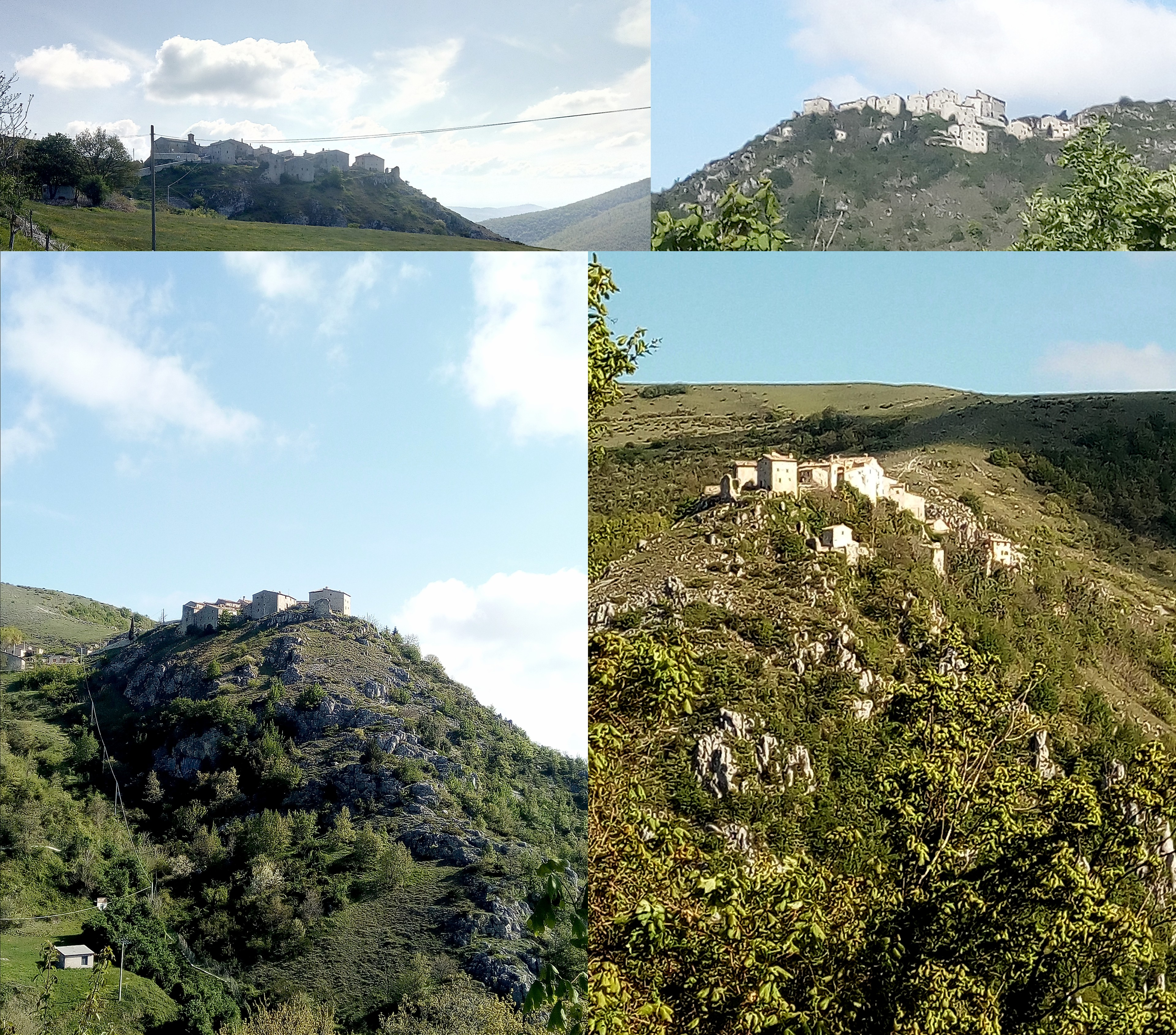
Elcito da vari punti di vista

Chiamato anche il Tibet delle Marche, per via della sua posizione isolata che lo rende molto silenzioso, si tratta di un piccolo borgo arroccato su uno sperone roccioso a 821 m di altezza alle pendici del monte La Pereta, non lontano dal San Vicino. È ciò che resta di un antico castello eretto a difesa dell'abbazia benedettina di Valfucina.
Il paese è frequentato soprattutto d'estate, dai proprietari di seconde case di San Severino Marche. A Elcito non c'è mai stato un emporio o un negozio, neppure per i generi di prima necessità perché fino agli anni settanta era una comunità autosufficiente: vi erano duecento persone che avevano un intenso rapporto con la loro terra, fonte primaria di sussistenza. Al censimento Istat 2011 risiedevano a Elcito solo 7 abitanti.
Elcito si raggiunge da San Severino Marche percorrendo la strada per Apiro fino alla frazione di Castel San Pietro dove si imbocca la strada, 5 km circa, che conduce al paese. A differenza di altri insediamenti marchigiani posti su pendii collinari, sorge su di uno scoglio alto e scosceso, sito alle falde del Monte San Vicino.

## Etimologia
Il particolare nome Elcito deriva da elce, altrimenti noto come leccio (Quercus ilex). Sebbene la lecceta sia tipica della macchia mediterranea, in era post-glaciale aveva colonizzato anche le aree più interne, ed è probabile che ce ne potessero essere residui nella gola rocciosa sottostante il paese, col suo particolare microclima.

## Altri progetti

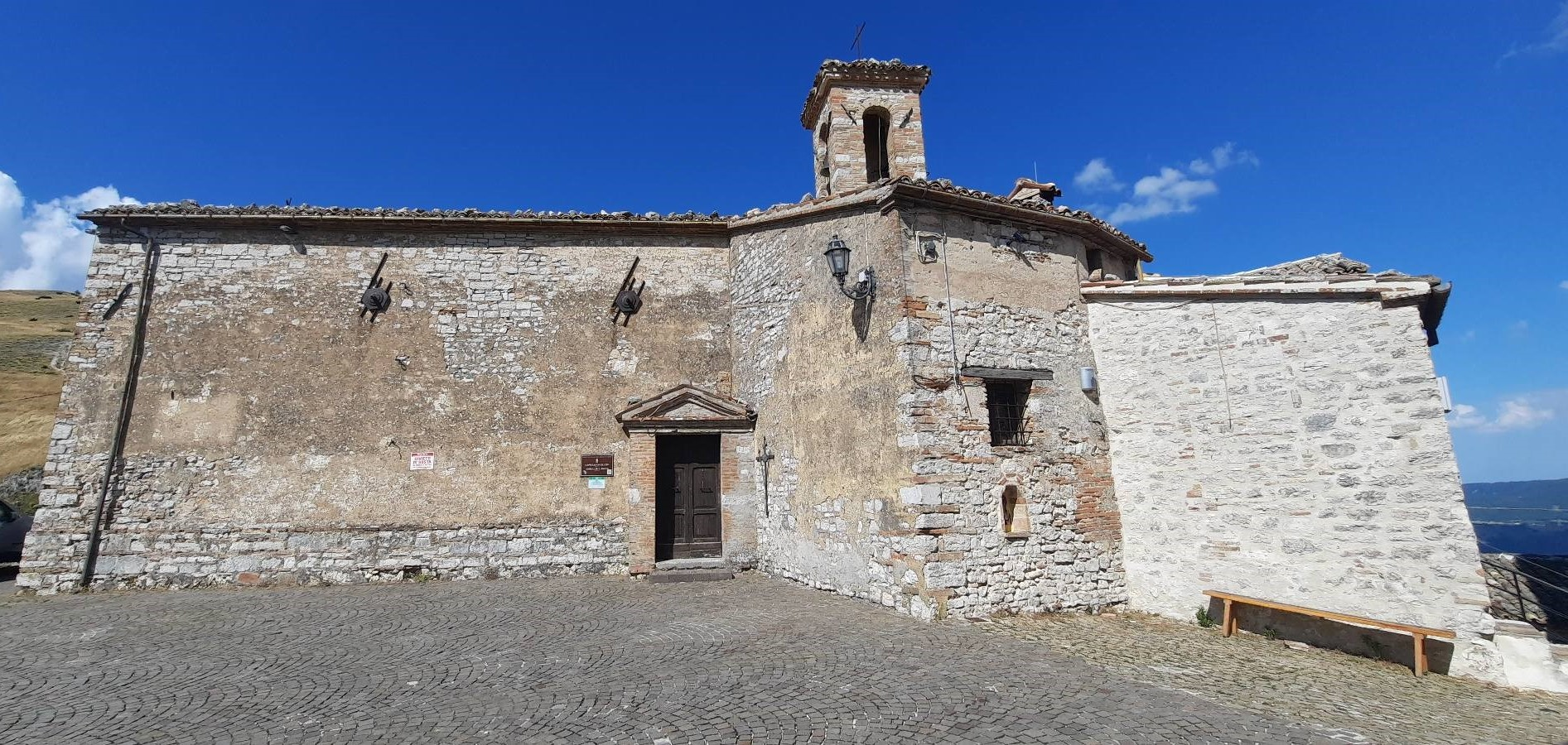
Chiesa di San Rocco (XVI sec.)

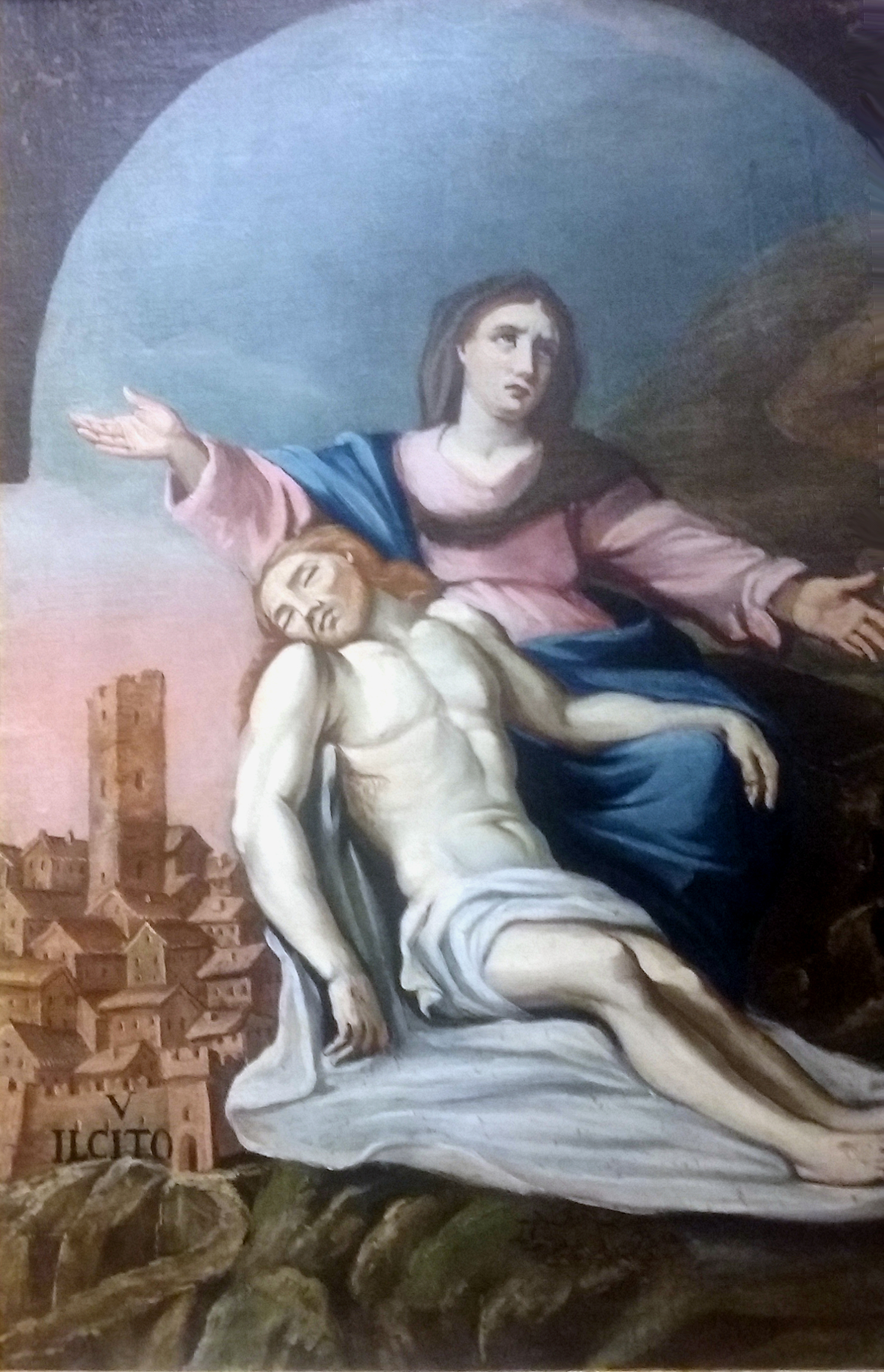
Elcito, Serie dei Castelli di San Severino Marche